# مايكل مانسيان
مايكل مانسيان (بالفرنسية: Michael Mancienne)‏ (مواليد 8 يناير 1988 في ايزلورث - إنجلترا) لاعب كرة قدم إنجليزي يلعب حاليا لصالح نادي الدرجة الممتازة وولفرهامبتون واندررز الإنجليزي منذ 2008 في مركز قلب الدفاع كما يجيد اللعب في مركز الظهير الأيمن والوسط المدافع . .

## روابط خارجية
- مايكل مانسيان على موقع الاتحاد الأوربي (الإنجليزية)
- مايكل مانسيان على موقع الدوري الأمريكي (الإنجليزية)
- مايكل مانسيان على موقع قاعدة بيانات كرة القدم.إي يو (الإنجليزية)
- مايكل مانسيان على موقع بيانات كرة القدم. دي إي (الألمانية)
- مايكل مانسيان على موقع ناشيونال فوتبول تيمز (الإنجليزية)
- مايكل مانسيان على موقع Soccerbase.com (لاعب) (الإنجليزية)
- مايكل مانسيان على موقع Soccerway.com (الإنجليزية)
- مايكل مانسيان على موقع عالم كرة القدم.نت (الإنجليزية)
- مايكل مانسيان على موقع AS.com (الإسبانية)